# Großer Preis der Emilia-Romagna (Motorrad)

Streckengrafik des Misano World Circuit Marco Simoncelli

Der Große Preis der Emilia-Romagna für Motorräder ist ein Motorrad-Rennen zur Motorrad-Weltmeisterschaft. Das erste Mal fand der Große Preis am 20. September 2020 auf dem Misano World Circuit Marco Simoncelli in Misano Adriatico in Italien statt.

## Geschichte
Aufgrund der grassierenden COVID-19-Pandemie wurden verschiedene Rennen der Motorrad-Weltmeisterschaft 2020 abgesagt oder verschoben. Anfang Juni 2020 veröffentlichte Dorna Sports, der Veranstalter der Weltmeisterschaft, einen überarbeiteten Rennkalender u. a. mit zwei Rennen innerhalb einer Woche in Misano.
Nachdem die Klassen Moto2 und Moto3 beim Großen Preis von Katar bereits am 8. März ihren ersten WM-Lauf ausgefahren hatten, startete die durch COVID-19 verkürzte Saison am 19. Juli mit dem Großen Preis von Spanien auf dem Circuito de Jerez. Am 13. September 2020 fand auf dem Misano World Circuit Marco Simoncelli der Große Preis von San Marino statt und am folgenden Wochenende wurde der Große Preis der Emilia-Romagna am selben Ort ausgetragen.
Auch 2021 stand der Grand Prix im Motorrad-WM-Kalender.

## Statistik
| Jahr | Strecke | Klasse           | Sieger                        | Zweiter                   | Dritter                   | Pole-Position                 | Schn. Rennrunde            |  |
| ---- | ------- | ---------------- | ----------------------------- | ------------------------- | ------------------------- | ----------------------------- | -------------------------- |  |
| 2020 | Misano  | MotoE (Rennen 1) | Dominique Aegerter (Energica) | Jordi Torres (Energica)   | Matteo Ferrari (Energica) | Jordi Torres (Energica)       | Alex De Angelis (Energica) |  |
| 2020 | Misano  | MotoE (Rennen 2) | Matteo Ferrari (Energica)     | Mattia Casadei (Energica) | Jordi Torres (Energica)   | Dominique Aegerter (Energica) | Jordi Torres (Energica)    |  |
| 2020 | Misano  | Moto3            | Romano Fenati (Husqvarna)     | Celestino Vietti (KTM)    | Ai Ogura (Honda)          | Raúl Fernández (KTM)          | Gabriel Rodrigo (Honda)    |  |
| 2020 | Misano  | Moto2            | Enea Bastianini (Kalex)       | Marco Bezzecchi (Kalex)   | Sam Lowes (Kalex)         | Luca Marini (Kalex)           | Sam Lowes (Speed Up)       |  |
| 2020 | Misano  | MotoGP           | Maverick Viñales (Yamaha)     | Joan Mir (Suzuki)         | Pol Espargaró (KTM)       | Maverick Viñales (Yamaha)     | Francesco Bagnaia (Ducati) |  |
|      |         |                  |                               |                           |                           |                               |                            |  |
| 2021 | Misano  | Moto3            | Dennis Foggia (Honda)         | Jaume Masiá (Honda)       | Pedro Acosta (KTM)        | Niccolò Antonelli (KTM)       | Andrea Migno (Honda)       |  |
| 2021 | Misano  | Moto2            | Sam Lowes (Kalex)             | Augusto Fernández (Kalex) | Arón Canet (Boscoscuro)   | Sam Lowes (Kalex)             | Augusto Fernández (Kalex)  |  |
| 2021 | Misano  | MotoGP           | Marc Márquez (Honda)          | Pol Espargaró (Honda)     | Enea Bastianini (Ducati)  | Francesco Bagnaia (Ducati)    | Francesco Bagnaia (Ducati) |  |